# 반노 2
"반노 2"(叛奴 2)는 한국에서 제작된 김인수 감독의 1984년 영화이다. 이경표 등이 주연으로 출연하였고 한갑진 등이 제작에 참여하였다.

## 출연

### 주연
- 이경표
- 마흥식
- 한진희
- 김해숙

## 기타
- 원작자: 염재만
- 조명: 이억만
- 녹음: 이재웅
- 미술: 조경환